# Wiren
Wiren é um filme de drama surinamês, lançado em 2018 e dirigido por Ivan Tai-Apin. Foi o primeiro filme a ser escolhido para representar o Suriname no Oscar de melhor filme internacional na 93ª edição do prêmio. Protagonizado por Rafe Leysner, a história segue um garoto surdo que luta contra o preconceito em seu país.
O filme estreou no Festival de Cinema dos Países Baixos em 2019. No ano seguinte, Wiren tornou-se o primeiro filme surinamês a entrar no catálogo da Netflix.

## Sinopse
O garoto surdo Wiren têm dificuldade para obter educação em Suriname. Inicialmente, ele vai para Paramaribo e ingressa na Fundação Kennedy, que oferece educação para surdos e deficientes auditivos. No entanto, o diploma da escola não é reconhecido. Wiren resolve, então, viajar para a Europa para concluir seus estudos. Mais tarde, ele inicia um processo contra o Estado do Suriname por não estar em conformidade com a Convenção Internacional sobre os Direitos das Pessoas com Deficiência.

## Elenco
- Rafe Leysner - Wiren
- Altaafkhan Dhonre - Wiren
- Idi Lemmers - Wiren
- Gaby Treurniet - Lily
- Helianthe Redan - Landbrug
- Erwin Emanuels - pai de Lily
- Consuelo Denz - Franscisca
- Anthony Frazier - Young